# 주간고속도로 제69호선
주간고속도로 제69호선(영어: Interstate 69, I-69)은 미국 중부 인디애나주 인디애나폴리스(Indianapolis)와 북부 미시간주 포트휴런(Port Huron)을 잇는 총 연장 572.6km의 고속도로이다. 69호선은 현재 5부분으로 나뉘어 있다. 원래 부분은 우측의 표에서도 표시된 것처럼 인디애나주와 미시간주를 연결하는 구간이고 두 번째 부분은 남부 텍사스주에 위치해있으며 세 번째 부분은 미시시피주에, 네 번째 부분은 켄터키주에, 그리고 다섯 번째 부분은 인디애나주 남부에 있다. 이 중 텍사스주와 미시시피주, 인디애나주 남부에서는 69호선의 부분 노선이 실존하나 켄터키주에서는 24호선의 중첩구간 27km와 에디빌(Eddyville)과 매디슨빌(Madisonville)를 잇는 62km의 구간만 개통되었다. 현재 텍사스주, 아칸소주, 미시시피주, 테네시주, 켄터키주와 인디애나주를 전부 연결하는 69호선이 제안되었다. 따라서 69호선이 전구간 개통되었을 때에는 미국의 주간고속도로 중 두 자리 수 주간고속도로로 현재 가장 긴 94호선을 제칠 전망이다.